# Space Launch Complex 41
| Space Launch Complex 41                         | Space Launch Complex 41                         |
| ----------------------------------------------- | ----------------------------------------------- |
| Die Atlas V mit New Horizons kurz vor dem Start |                                                 |
| Koordinaten                                     | 28° 35′ 0″ N, 80° 34′ 59″ W                     |
| Typ                                             | Orbitalstartplatz                               |
| Betreiber                                       | U.S. Space Force United Launch Alliance         |
| Baubeginn                                       | 1963                                            |
| Launch Pads                                     | 1                                               |
| Raketen                                         | früher Titan III/IV; aktuell Atlas V und Vulcan |
| Erster Start                                    | 21. Dezember 1965                               |
| Status                                          | in Betrieb                                      |
| CCAFS                                           |                                                 |

Der Space Launch Complex 41 (SLC-41; vormals Launch Complex 41, LC-41) ist ein von der United Launch Alliance betriebener Raketenstartplatz auf dem Gelände der Cape Canaveral Space Force Station auf Merritt Island, Cape Canaveral in Florida, USA.
Von hier startete die US-Luftwaffe Titan-III C-, Titan-IV-Raketen und die sieben Titan-IIIE/Centaur-Raketen der NASA. Heute ist die Startrampe der einzige Startplatz für die Rakete Atlas V und für deren Nachfolgerin Vulcan am Cape Canaveral.

## Geschichte

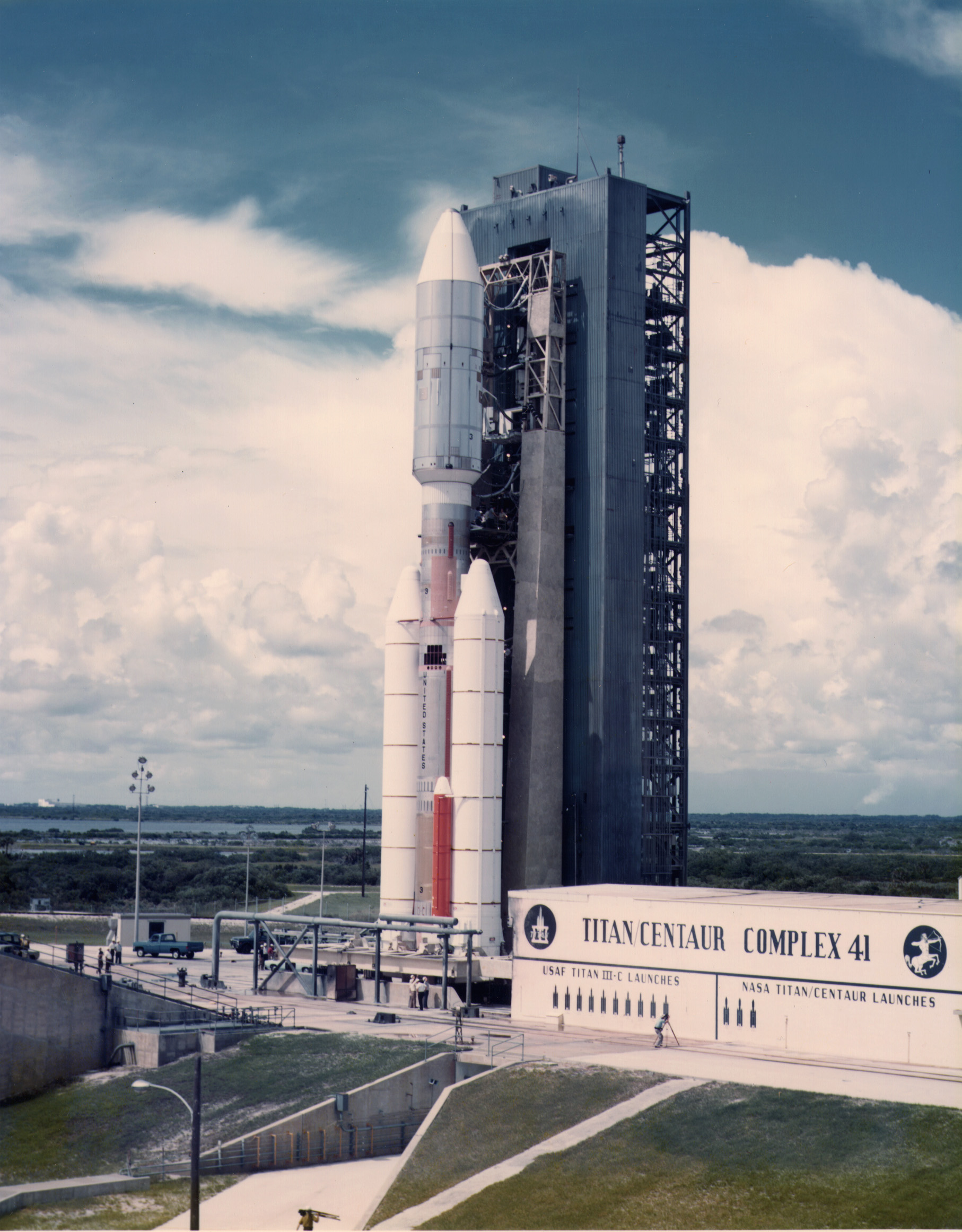
Titan III E/Centaur mit Viking 2 auf der Startrampe

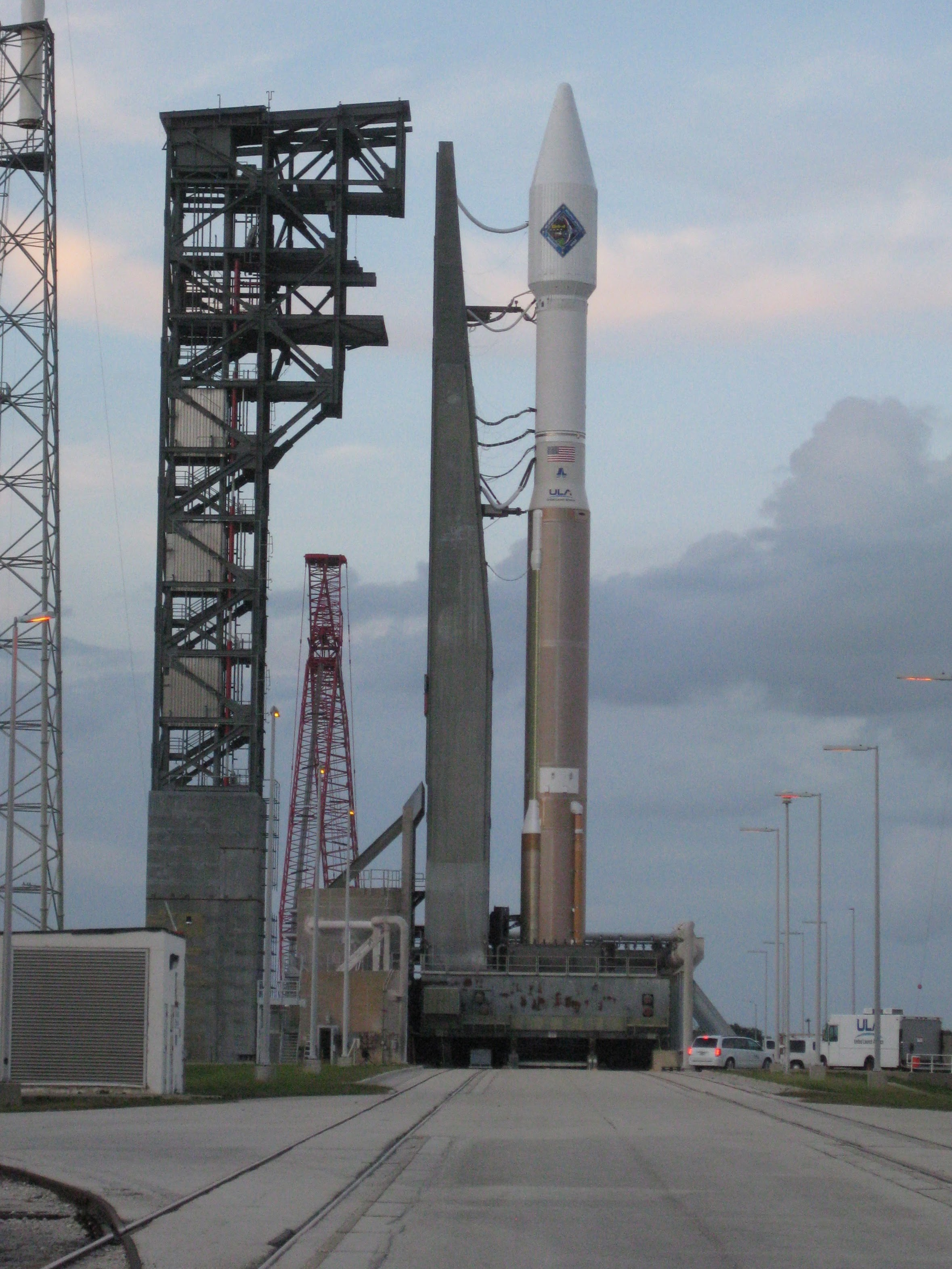
Eine Atlas V auf der Startrampe mit dem im Bau befindlichen neuen Serviceturm (Dezember 2015)

Ursprünglich wurde LC-41 zusammen mit Complex 40 als Startplatz für die Titan IIIC gebaut. Nach dem Bau 1963 startete am 21. Dezember 1965 der OV2-Satellit der U.S. Air Force. Obwohl der Start glückte, versagte die Oberstufe und brachte den Satelliten in einen falschen Orbit.
In den nächsten Jahren folgten einige wenige weitere militärische Titan-IIIC-Starts, denn LC-41 wurde für den Start der Titan-IIIE/Centaur-Raketen der NASA modifiziert und Systeme für die Kryogenen Treibstoffe (flüssigen Wasserstoff und Sauerstoff) der Centaur-Oberstufe eingebaut.
Der erste Start einer Titan-IIIE/Centaur scheiterte, weil die Centaur im Flug nicht zündete; die weiteren sechs Starts dieses Typs gelangen jedoch. Der erste erfolgreiche Start einer Titan-IIIE/Centaur von Startplatz 41 brachte am 10. Dezember 1974 die Sonnensonde Helios 1 in den Weltraum.
Danach folgten mit Titan-IIIE/Centaur-Raketen die erfolgreichen Viking-Lander der NASA, die am 20. August bzw. und 9. September 1975 abhoben und ein Jahr später auf dem Mars landeten.
Am 15. Januar 1976 startete von Complex 41 Helios 2, die sich der Sonne bis auf 43,5 Millionen Kilometer näherte.
1977 begannen hier Voyager 1 und 2 ihre Reise zu den äußeren Planeten. Diese starteten am 20. August bzw. 5. September 1977 an Bord einer Titan-IIIE-Centaur.
Nach 17 Titan-III-Flügen unternahm man für die weiteren Jahre zunächst keine Flüge mehr. Zwischen 1986 und 1988 wurde die Rampe für die Titan IV im Rahmen eines 57 Millionen Dollar teuren Projektes umgebaut. Mit dem Abheben der neuen Titan am 14. Juni 1989 begann das Jahrzehnt dieser neuen Titan, wobei die letzten beiden Starts dieses Raketentyps misslangen.
Ab 1999 änderte die Rampe zum zweiten Mal ihr Gesicht. Die nicht mehr benötigte Rampe wurde komplett umgebaut, sodass für die neue Atlas V ein neuer Startplatz geschaffen wurde. Am 21. August 2002 startete die erste Atlas V von LC-41. Unter den weiteren Atlas-V-Flügen war auch – im Jahr 2006 – New Horizons – die erste Sonde, die Pluto untersuchen sollte. New Horizons wurde dazu von ihrer Atlas V (551) auf eine Geschwindigkeit von 16,21 km/s beschleunigt, schneller als jede Raumsonde zuvor.
Im September 2015 wurde erneut mit Umbauarbeiten begonnen, um in Zukunft bemannte Missionen mit dem Boeing CST-100 Starliner von hier aus starten zu können. Dazu wurde erneut ein fester Serviceturm auf der Rampe aufgebaut, von dem aus die Astronauten die Raumkapsel besteigen können.

## Der Komplex
Die Startrampe war bis zum Umbau für die Atlas V praktisch eine Kopie des Launch Complex 40. Die Raketen wurde im Vertical Integration Building (VIB) zum größten Teil zusammengebaut, zur Startrampe gefahren und mit Hilfe eines riesigen Service-Towers für den Start vorbereitet.

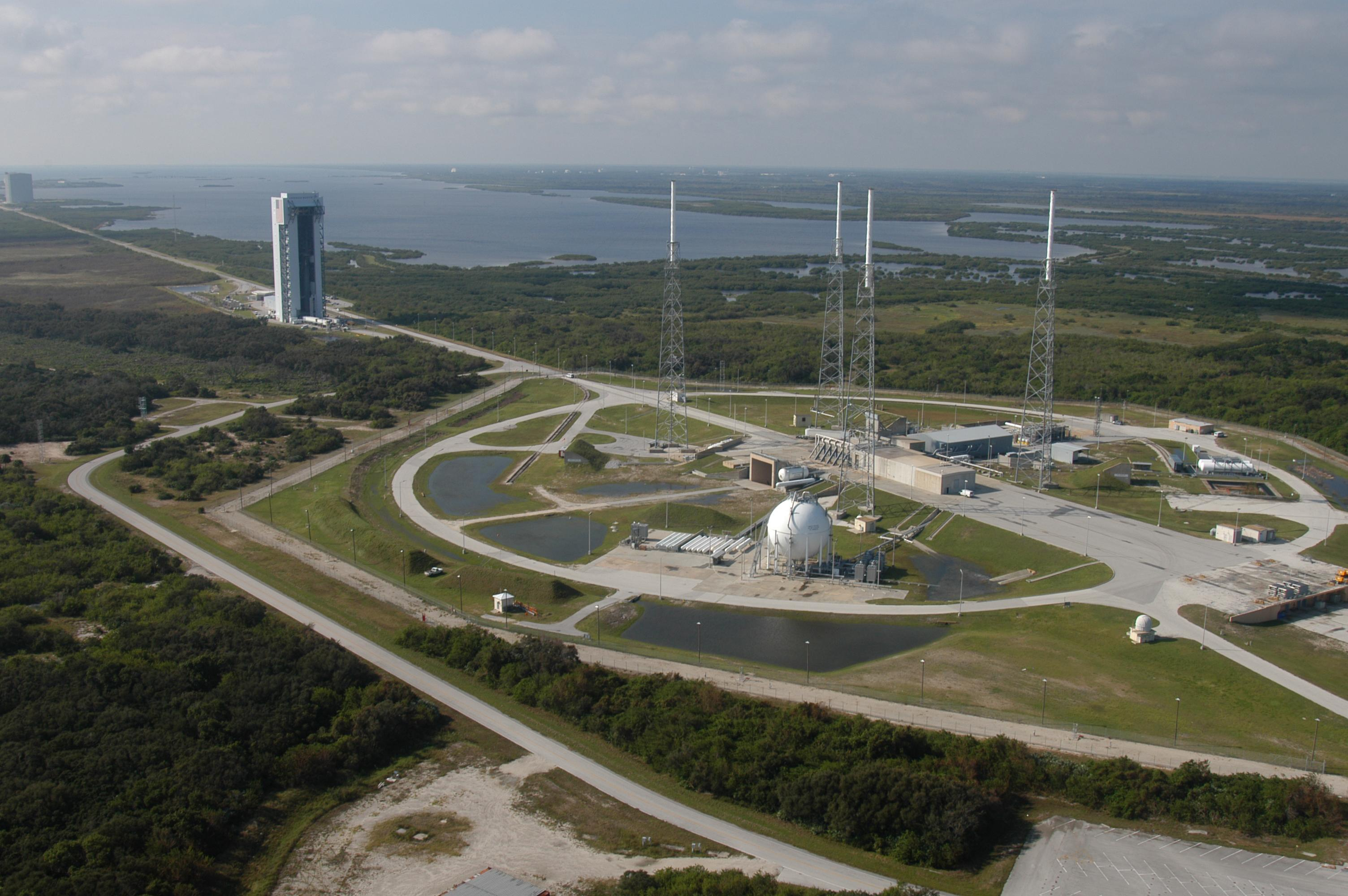
Complex 41 nach dem Umbau für die Atlas V

Während des Umbaus für die Atlas V änderte sich vieles: die Startanlage wurde gesprengt. Lediglich das Fundament, die Abgasschächte und die vier um die Startrampe angeordneten Blitzableiter blieben erhalten. Während fast jede Startrampe durch eine riesige Gitterstruktur schon von weitem sichtbar ist, findet man heute auf SLC-41, bis auf das Blitzableitersystem nur den Betontisch und weiteres flaches Equipment. Aufgebaut werden somit die Atlas-V-Raketen in der 550 m entfernten Vertical Integration Facility (VIF; nicht zu verwechseln mit dem alten Vertical Integration Building). Die vorbereiteten Raketenteile kommen aus dem Spaceflight Operations Center (ASOC). Dieses Gebäude liegt etwa 6,5 Kilometer vom Komplex entfernt und wurde früher für die Titan-IV-Raketen genutzt. Ist die Rakete im VIF fertig zusammengebaut, kann sie mit einem kleinen, mobilen Turm zur Startrampe gefahren werden. Dies geschieht jedoch erst wenige Stunden vor dem Start. Auf SLC-41 selbst wird die Rakete dann lediglich noch betankt.